# 盆舟
在日本新潟縣佐渡島西南區的小木港灣澳，由於地形多暗礁崖壁，雖然蘊藏了豐富海鮮資源(如:海菜、鮑魚、蛤蜊...等等)，一般船隻捕撈並不方便。
因此當地人便發明了這種使用大型木桶來採集漁獲的方式。「盆舟」可靈活轉彎，可藉此化解船隻與礁石撞擊的衝力。
在宮崎駿的作品神隱少女中，盆舟也有出現。